# Spathipalpus philippii
Spathipalpus philippii là một loài ruồi trong họ Tachinidae.